# Lorenzo Mattotti

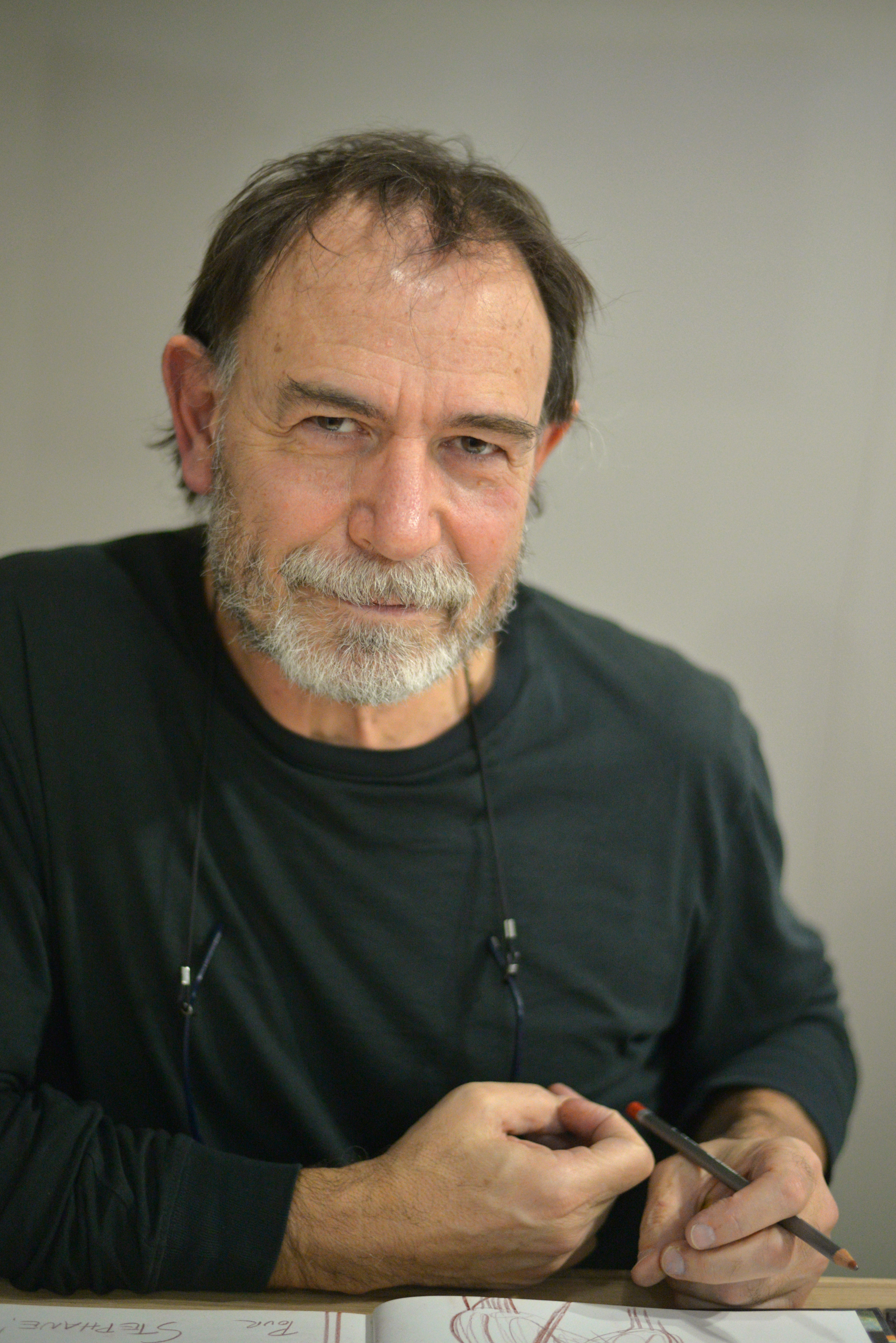

Lorenzo Mattotti (Brescia, 24 januari 1954) is een Italiaanse striptekenaar, grafisch artiest en illustrator. Zijn illustraties werden gepubliceerd in magazines als Cosmopolitan, Vogue, The New Yorker, Le Monde en Vanity Fair. Voor de grafische roman Dr Jekyll & Mr Hyde won Mattotti in 2003 een Will Eisner-award.

## Biografie
Mattotti is de zoon van een militair en verhuisde in zijn jeugd van stad naar stad omwille van de vele transfers van zijn vader. Hij studeerde architectuur in Venetië toen hij jong was, maar maakte zijn studie niet af. In plaats daarvan werd hij striptekenaar. Na een paar klassieke stripverhalen besliste hij dat hij andere verhalen wilde vertellen en deze in een andere stijl wilde afbeelden.
Il Signor Spartaco was de eerste strip die hij met deze ambitie maakte. Het verhaal draait om de dromen van een treinreiziger wat Mattotti in staat stelde vormen en kleuren te gebruiken op een voorheen ongekende manier in de klassieke Frans-Belgische stripwereld. Hij focuste meer op de innerlijke leefwereld van zijn personages. Daarnaast was ook het ontbreken van een avontuur in het verhaal een radicale verandering in het stripgenre.
Mattotti is vooral geïnspireerd door schilders, muzikanten, schrijvers en filmregisseurs. Voor hem zou de relatie tussen tekst en beeld dezelfde moeten zijn als deze tussen tekst en muziek. De twee moeten elkaar verrijken. In de strips van Mattotti illustreert de tekst meestal de figuren in plaats van andersom. Hij zorgt er ook altijd voor dat de tekst vatbaar is voor meerdere interpretaties.
Met Feux (1986) maakte Mattotti zijn naam in de stripwereld. Het verhaal draait rond de strijd tussen de natuur en de beschaving. Het hoofdpersonage is een bemanningslid van een pantserschip dat ervoor moet zorgen dat een mysterieus eiland klaar is om te civiliseren. Dromen en associaties spelen opnieuw een grote rol. Hoewel Feux een duidelijke verhaallijn heeft, ontwijkt Mattotti een expliciet, chronologisch verhaal. De inwendige strijd van het hoofdpersonage om te veranderen en te ontsnappen aan zijn stringente omgeving is belangrijker. Grafisch is dit album een hoogtepunt in zijn artistieke carrière: hij werkte zes jaar aan het boek, dat lijkt op een galerij van schilderijen.
Na Feux kreeg Mattotti in de stripwereld de reputatie een meester van de kleuren te zijn. Daarom was zijn publiek verrast door de zwart-wit strip L’homme à la fenêtre. Samen met zijn ex-vrouw Lilia Ambrosi maakte hij deze strip, over een man die zijn weg in de wereld zoekt en die problemen heeft met relaties. Deze semi-autobiografische roman is een intense en gevoelige strip waarin hij in zijn pentekeningen verschillende expressievormen gebruikt. Hij gebruikt lijnen, die als ware het tekst, een verhaal vertellen. Het verhaal is niet zo belangrijk en de interpretatie ervan wordt volledig aan de lezer overgelaten.
In Caboto (1992), een strip die hij tekende in opdracht van de Spaanse overheid, ter nagedachtenis van de 500e verjaardag van Christoffel Columbus' ontdekking van Amerika, vertelt hij over de avonturen van de Spaanse conquistador Caboto die in 1526 Zuid-Amerika exploreerde. Het verhaal heeft een poëtische toon en draait rond de angsten en dromen van de betrokken personages, inclusief de vrouwen aan boord van de ontdekkingsschepen en de indrukken die de Indianen konden gehad hebben toen ze voor het eerst de schepen zagen. Geïnspireerd door het 16e-eeuwse maniërisme, gebruikte hij een andere stijl.
Stigmates (1998) was een nieuwe zwart-wit strip met lijntekeningen, maar donkerder en nerveuzer dan L’homme à la fenêtre. Hij vertelt het tragisch levensverhaal van een dronkaard die op een dag wakker wordt met stigmata. 
Los van zijn strips is Mattotti ook bekend als illustrator en schilder en werkte hij ook aan verschillende kinderboeken. Samen met een groep striptekenaars waaronder Blutch, Charles Burns, Richard McGuire en Marie Caillou realiseerde hij een 85 minuten durende animatiefilm in zwart-wit met "angst" als centraal thema. In deze film, genoemd "Peur(s) du noir" grijpt hij terug naar jeugdherinneringen over mysterieuze verdwijningen op het Italiaanse platteland.

### Nederlands vertaalde werken
- Vuren - Oog & Blik/Sherpa, 1991
- De man aan het raam (Lilia Ambrosi) - Sherpa, 1992
- Fluister (met Jerry Kramsky) - Oog & Blik/Sherpa, 1993
- Eugenio (Marianne Cockenpot) - Big Balloon, 1994
- Ah hum! (Lilia Ambrosi, Jerry Kramsky, Claudio Piersanti) - Oog & Blik/Sherpa, 1994
- Caboto - Oog & Blik/Sherpa, (Jorge Zentner 1992
- De eigenwijze zon (Jerry Kramsky) - Oog & Blik/Sherpa, 1995
- Labyrinten (met Jerry Kramsky) - Oog & Blik/Sherpa, 1997
- Het vergeten paradijs (Jerry Kramsky) - Oog & Blik/Sherpa, 1998
- Dr. Jekyll & Mr. Hyde (Jerry Kramsky) - Oog & Blik/Sherpa, 2002
- Het geluid van rijp (Jorge Zentner) - Oog & Blik/Sherpa, 2003
- Brieven uit een verre toekomst (Gabrielle Giandelli) - Oog & Blik/Sherpa, 2005
- Spartaco - 2005
- Stigmata (Claudio Piersanti) - Oog & Blik/Sherpa, 2005
- Chimera - Oog & Blik/Sherpa, 2005

### Strips
- Alice Brum Brum (Fabrizio Ostani 1977)
- Huckleberry Finn (Antonio Tettamanti 1978)
- Tram Tram Rock (Antonio Tettamanti 1979)
- Il Signore Spartaco (1982)
- Incidents (1984)
- Feux (1986)
- Labyrinthes (Jerry Kramsky 1988)
- Doctor Nefasto (Jerry Kramsky 1989)
- Murmure (Jerry Kramsky 1989)
- El cosmografo Sebastian Caboto (Jorge Zentner1992)
- L’homme à la fenêtre (Lilia Ambrosi 1992)
- Alè! Tran Tran (Antonio Tettamanti 1995)
- L'Arbre du Penseur (1997)
- Stigmates (Claudio Piersanti 1998)
- Le monde du bout du monde (Luis Sepulveda 1999)
- Docteur Jekyll & Mister Hyde (Jerry Kramsky 2002)
- Le Bruit du Givre (Jorge Zentner 2003)
- Lettres d'un temps éloigné (Gabrielle Giandelli 2005)
- Spartaco (2005)
- Dans l'eau (2005)
- Chimère (2005)

### Geïllustreerde boeken
- Mattotti pour Vanity (1987)
- Cenere (Tonino Guerra 1990)
- Le pavillon sur les dunes (Robert Louis Stevenson 1992)
- Métamorphoses (1992)
- Rouge (Sorj Chalandon/Jean-Jacques Goldman 1993)
- Signatur 26....  (1997)
- La Divina Commedia, L’inferno (Dante Alighieri 1999)
- Fiabe dei Balcani (2000)
- La scuola o la saarpa (Tahar Ben Jelloun 2000)
- Anonymes (Claude Piersanti 2000)
- Paroles pour un adieu (Anne Jonas 2001)
- Un fantasma nella stanza (2003)

### Catalogi: verzamelde tekeningen en schilderijen
- Mattotti (1994)
- Mattotti (1995)
- D’autres formes le distrayaient continuellement (1995)
- Acrobazie (1998)
- Lorenzo Mattotti pour le Monde (1998)
- Acryliques, acrylics (1999)
- A la lettre (1999)
- Segni e colori (2000)
- Les affiches de Mattotti (2003)
- Estança oculta (2004)
- Stanze (2005)
- Venezia. Scavando nell’acqua / Venice. Digging in the Water (2011)
- Mattotti Works 1: Pastels (2012)
- Oltremai (2013)
- Mattotti Works 2: Fashion (2014)
- Vietnam (2014)

### Kinderboeken
- El hombre que interpreta suenos (F. Yanes 1986)
- Pinocchio (Carlo Collodi 1990)
- Eugenio (Marianne Cockenpot 1993)
- Un soleil lunatique (Jerry Kramsky 1994)
- Ah hum ! (Lilia Ambrosi, Jerry Kramsky, Claudio Piersanti 1994)
- Grands dieux (Jerry Kramsky 1996)
- Barbaverde 1: Alla ricerca dei Pittipotti (Jerry Kramsky 1996/2003)
- Barbaverde 2: L' isola dei Pittipotti (Jerry Kramsky 1996/2003)
- Barbaverde 3: La disparition des Pitipotes (Jerry Kramsky 2004)
- Barbaverde 4: La scomparsa dei Pittipotti (Jerry Kramsky 2004)

### Schetsboeken
- Ligne fragile (1999)
- La chambre (2004)
- Angkor (2004)

### Films
- Eugénio (1993)
- Eros (Wong Kar-wai, Steven Soderbergh, Michelangelo Antonioni 2004)

### Werkte verder mee aan
- Nosotros Somos los Muertos # 5 (1998)
- Amnesty International: Au Secours (2000)
- Stripburger #25 (2002)